# Krnjačina gomila
Krnjačina gomila, gomila na sjevernoj strani brda Kršina iznad zaselka Žurâ u Košutama, zaštićeno kulturno dobro

## Opis dobra
Prapovijesno arheološko nalazište Krnjačina gomila nalazi se na jugozapadnom rubnom dijelu Sinjskog polja, s južne strane državne ceste Trilj – Sinj, na području Grada Trilja. Gomila je podignuta na sjevernoj strani brda Kršine iznad zaselka Žuro u Košutama. Tijekom arheološkog rekognosciranja terena u Košutama evidentirana ja Krnjačina gomila, ali se arheološka iskopavanja nisu obavljala. Krnjačina gomila svojim tlocrtom polukružnog oblika slijedi konfiguraciju terena i smjer pružanja brda sjeverozapad – jugoistok. Izrađena je od lomljena kamena lokalnog podrijetla (dimenzije: sjever-jug 90 m, istok-zapad 60 m). Masivni kameni nasip najširi je na sredini gomile (visina 2 m, širina 30 m), dok se prema krajevima sužava. Gomila je podignuta na istaknutom strateškom položaju s kojeg su se mogle nadzirati vitalne prapovijesne komunikacije u Sinjskom polju, te vizualno komunicirati s drugim važnim strateškim punktovima, primjerice s Čačvinom, Gardunom, gradinom Križina, Rarinom gomilom i Čabinom gomilom. Važnosti arheološkog nalazišta svakako pridonosi činjenica da je Krnjačina gomila dio šireg sustava utvrđenih prapovijesnih lokaliteta na području Sinjskog polja i doline srednjeg toka rijeke Cetine.

## Zaštita
Pod oznakom Z-5673 zavedena je kao nepokretno kulturno dobro - pojedinačno, pravna statusa zaštićena kulturnog dobra, klasificirano kao "arheološka baština".